# Quais d'Ivry
Quais d'Ivry, ou Les Quais d'Ivry, est un centre commercial régional d'Île-de-France se situant boulevard Paul-Vaillant-Couturier et rue Westermeyer, dans la commune d'Ivry-sur-Seine. 

## Historique

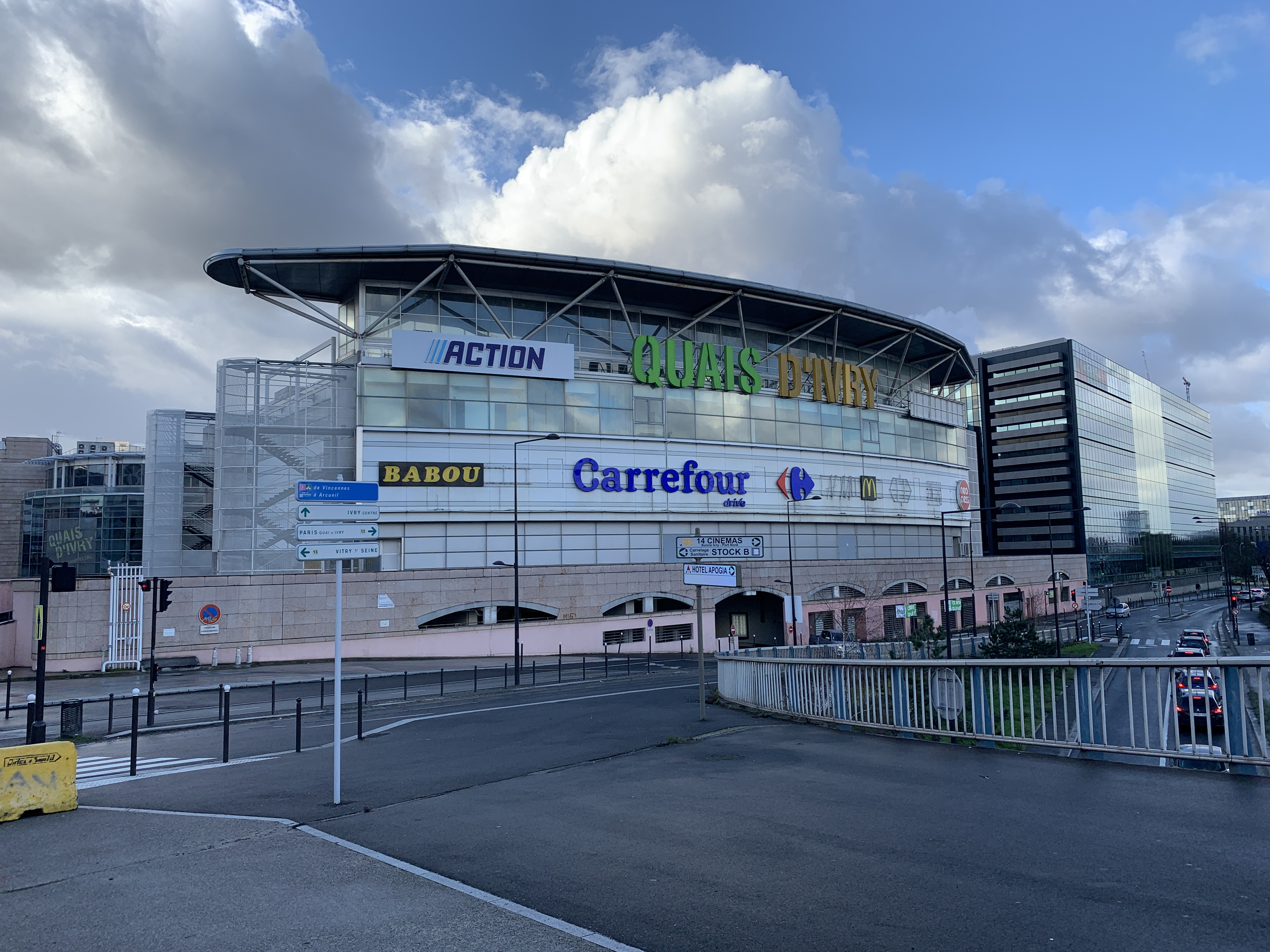
Le centre commercial Quais Ivry.

Il s'est tout d'abord appelé Bords de Seine à son ouverture en février 1982. Outre une cinquantaine de boutiques, les principales enseignes sont un hypermarché Carrefour de 11 500 m2 et un magasin Darty.
En octobre 1997, acquis par le groupe Tréma, il fait l'objet d'un important programme de rénovation et d'extension, et rebaptisé Centre commercial Grand Ciel ou Grand Ciel et voit sa surface passer de 32 600 m2 à 60 000 m2.
En 2008, il bénéficie d'une nouvelle rénovation qui améliore le flux des clients, et accueille quatre nouvelles enseignes. À cette occasion, il est renommé Quais d'Ivry. 
En 2014, le centre commercial est acquis par le groupe Kohlberg Kravis Roberts & Co.
En 2020, les retombées de la crise sanitaire liée au coronavirus amputent le centre commercial Quais d'Ivry de plusieurs enseignes historiques qui étaient installées depuis plusieurs années. Le deuxième étage est depuis devenu inaccessible, les escalators pour y accéder ont été mis hors-service et les panneaux d'indications non actualisés. Au premier étage, sur initialement 7 enseignes présentes, il n'en reste plus que 4.
Visé par plusieurs réactions alarmantes concernant son état depuis 2014, Quais d'Ivry est qualifié selon le journal Le Parisien de centre commercial qui "meurt à petit feu". Depuis 2021 le projet de destruction du centre commercial et de requalification des îlots concernés a fait l'objet de plusieurs concertations successives impliquant les promoteurs, la municipalité et les habitants. La dernière version du projet présentée en janvier 2025 prévoit de reconstruire le seul hypermarché et de construire 1150 logements.

## Description
Le centre est fait de deux ensembles de bâtiments séparés par la rue Westermeyer, et sont reliés par des passerelles qui la surplombent :
- La partie nord est bordée par la rue Jules-Vanzuppe.
- La partie sud est limitée par la rue Lénine.

Sa superficie totale s'élève à 60 000 m2 pour environ quatre-vingt commerces.